# Ben Gazzara
Carlo Biagio Anthony Gazzara noto come Ben Gazzara (New York, 28 agosto 1930 – New York, 3 febbraio 2012) è stato un attore e regista statunitense di origine italiana.

## Biografia

### Origini
Figlio di emigrati siciliani originari della provincia di Agrigento (il padre Antonio era di Canicattì, la madre Angelina Cusumano di Castrofilippo), Gazzara crebbe in un quartiere difficile di New York. Molto giovane, trovò una via di fuga dall'ambiente che lo circondava, unendosi a una compagnia teatrale. 

### Carriera
Dal 1951 allievo dell'Actor's Studio, esordì nel cinema con Un uomo sbagliato (1957) e si confermò poi con Anatomia di un omicidio (1959) di Otto Preminger. Lavorò molto anche in televisione, dove fu protagonista - fra le altre - della serie I giorni di Bryan (1965-1968).
Fu interprete prediletto da John Cassavetes, che lo diresse nei film Mariti (1970), L'assassinio di un allibratore cinese (1976), La sera della prima (1977), e da Peter Bogdanovich, che lo diresse in Saint Jack (1979) e in ...e tutti risero (1981). Gazzara ebbe una fortunata parentesi professionale in Italia, dove aveva lavorato per la prima volta nella commedia Risate di gioia (1960) di Mario Monicelli. Durante gli anni ottanta apparve in Storie di ordinaria follia (1981) di Marco Ferreri, La ragazza di Trieste (1982) e Uno scandalo perbene (1984) di Pasquale Festa Campanile, Figlio mio, infinitamente caro... (1985) di Valentino Orsini, La donna delle meraviglie (1985) di Alberto Bevilacqua, Il camorrista (1986) di Giuseppe Tornatore, Il giorno prima (1987) di Giuliano Montaldo.
Tornato negli Stati Uniti, ebbe difficoltà a trovare ruoli adatti alla sua personalità e alle sue doti di interprete. Nell'ultima parte della sua carriera apparve in Il duro del Road House (1989), Il grande Lebowski (1998), Buffalo '66 (1998), Happiness - Felicità (1998), Blue Moon (2000), Cassavetes: chiaroscuro americano (2001), Dogville (2002).

### Morte
Ben Gazzara morì nel 2012, a 81 anni, per un cancro al pancreas; dopo i funerali, il suo corpo è stato cremato.

## Vita privata
Si sposò tre volte: dal 1951 al 1957 con l'attrice Louise Erickson; dal 1961 al 1982 con l'attrice Janice Rule, da cui ebbe una figlia, Elizabeth, montatrice; nel 1982, un mese dopo il divorzio dalla Rule, sposò la modella Elke Stuckmann; la coppia rimase unita fino alla morte dell'attore. Gazzara adottò Danja, la figlia che Elke aveva avuto da un precedente matrimonio.

## Filmografia

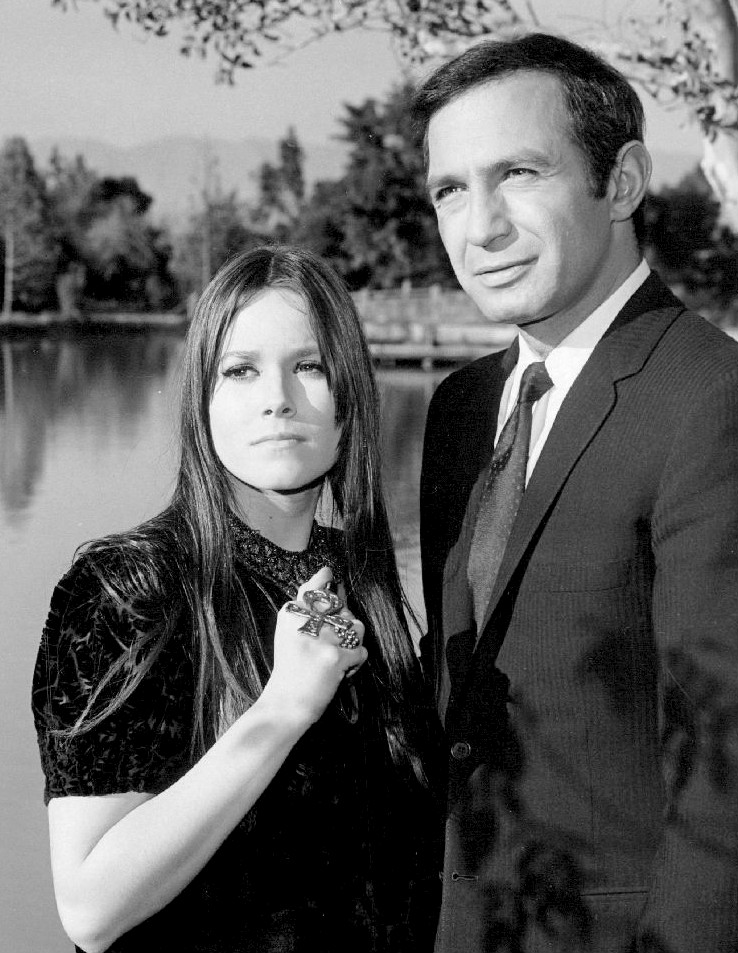
Ben Gazzara e Barbara Hershey ne I giorni di Bryan (1968)

Ben Gazzara in un fotogramma del film Il camorrista (1986)

### Cinema
- Un uomo sbagliato (The Strange One), regia di Jach Garfein (1957)
- Anatomia di un omicidio (Anatomy of a Murder), regia di Otto Preminger (1959)
- Risate di gioia, regia di Mario Monicelli (1960)
- Giorni senza fine (The Young Doctors), regia di Phil Karlson (1961)
- Tre passi dalla sedia elettrica (Convicts 4), regia di Millard Kaufman (1962)
- La città prigioniera, regia di Joseph Anthony (1962)
- Smania di vita (A Rage to Live), regia di Walter Grauman (1965)
- Se è martedì deve essere il Belgio (If It's Tuesday, This Must Be Belgium), regia di Mel Stuart (1969)
- Il ponte di Remagen (The Bridge at Remagen), regia di John Guillermin (1969)
- Mariti (Husbands), regia di John Cassavetes (1970)
- Afyon - Oppio, regia di Ferdinando Baldi (1972)
- L'odissea del Neptune nell'impero sommerso (The Neptune Factor), regia di Daniel Petrie (1973)
- Quella sporca ultima notte (Capone), regia di Steve Carver (1975)
- L'assassinio di un allibratore cinese (The Killing of a Chinese Bookie), regia di John Cassavetes (1976)
- Due tigri e una carogna (High Velocity), regia di Remi Kramer (1976)
- La nave dei dannati (Voyage of the Damned), regia di Stuart Rosenberg (1976)
- La sera della prima (Opening Night), regia di John Cassavetes (1977)
- Saint Jack, regia di Peter Bogdanovich (1979)
- Linea di sangue (Bloodline), regia di Terence Young (1979)
- Inchon, regia di Terence Young (1981)
- ...e tutti risero (They All Laughed), regia di Peter Bogdanovich (1981)
- Storie di ordinaria follia, regia di Marco Ferreri (1981)
- La ragazza di Trieste, regia di Pasquale Festa Campanile (1982)
- Uno scandalo perbene, regia di Pasquale Festa Campanile (1984)
- Figlio mio, infinitamente caro..., regia di Valentino Orsini (1985)
- La donna delle meraviglie, regia di Alberto Bevilacqua (1985)
- Il camorrista, regia di Giuseppe Tornatore (1986)
- Champagne amer, regia di Ridha Behi, Henri Vart (1986)
- Il giorno prima, regia di Giuliano Montaldo (1987)
- Più veloce della luce (Quicker Than the Eye), regia di Nicolas Gessner (1988)
- Don Bosco, regia di Leandro Castellani (1988)
- Il duro del Road House (Road House), regia di Rowdy Herrington (1989)
- Oltre l'oceano, regia di Ben Gazzara (1990)
- Per sempre - Forever, regia di Walter Hugo Khouri (1991)
- Sherwood's Travels, regia di Ron Coswell, Steve Miner (1994)
- Les hirondelles ne meurent pas à Jerusalem, regia di Ridha Behi (1994)
- Nefertiti, figlia del sole, regia di Guy Gilles (1995)
- The zone, regia di Barry Zetlin (1995)
- Banditi, regia di Stefano Mignucci (1995)
- Ladykiller, regia di Terence H. Winkless (1996)
- Farmer & Chase, regia di Michael Seitzman (1997)
- Shadow Program - Programma segreto, regia di George Pan Cosmatos (1997)
- Omicidi occasionali (Stag), regia di Gavin Wilding (1997)
- Il prigioniero, regia di David Mamet (1997)
- Vicious Circles, regia di Sandy Whitelaw (1997)
- Valentine's Day, regia di Duane Clark (1998)
- Too Tired to Die, regia di Wonsuk Chin (1998)
- Buffalo '66, regia di Vincent Gallo (1998)
- Il grande Lebowski (The Big Lebowski), regia di Joel ed Ethan Coen (1998)
- Happiness - Felicità, regia di Todd Solondz (1998)
- Illuminata, regia di John Turturro (1998)
- S.O.S. Summer of Sam - Panico a New York, regia di Spike Lee (1999)
- Gioco a due (The Thomas Crown Affair), regia di John Meteman (1999)
- Paradise Cove, regia di Robert Clapsadle (1999)
- Poor Liza, regia di Slava Tsukerman (2000)
- Blue Moon, regia di John A. Gallagher (2000)
- Believe, regia di Robert Tinnell (2000)
- Very Mean Men, regia di Tony Vitale (2000)
- Shark in a Bottle, regia di Mark Anthony Little (2000)
- Undertaker's Paradise, regia di Matthias X. Oberg (2000)
- The List, regia di Sylvain Guy (2000)
- Nella terra di nessuno, regia di Gianfranco Giagni (2000)
- Jack of Hearts, regia di Serge Rodnunsky (2000)
- Home Sweet Hoboken, regia di Yoshifumi Hosoya (2001)
- L'ospite segreto, regia di Paolo Modugno (2003)
- Dogville, regia di Lars von Trier (2003)
- Bonjour Michel, regia di Arcangelo Bonaccorso (2005)
- Schubert, regia di Jorge Castillo (2005)
- The Shore, regia di Dionysius Zervos (2005)
- Paris, je t'aime, episodio "Quartier Latin", regia di Gérard Depardieu (2006)
- Il placido Don (Quiet Flows the Don), regia di Sergej Fëdorovič Bondarčuk (2006)
- Looking for Palladin, regia di Andrzej Krakowski (2008)
- Eve, regia di Natalie Portman – cortometraggio (2008)
- Holy Money, regia di Maxime Alexandre (2009)
- 13 - Se perdi... muori (13), regia di Géla Babluani (2010)
- Christopher Roth, regia di Maxime Alexandre (2010)
- Chez Gino, regia di Samuel Benchetrit (2011)
- Ristabbanna, regia di Gianni Cardillo e Daniele De Plano (2011)
- Max Rose, regia di Daniel Noah – documentario (2012)
- Giuseppe Tornatore - Ogni film un'opera prima, regia di Luciano Barcaroli e Gerardo Panichi – documentario (2012)

### Televisione
- Treasury Men in Action – serie TV, 2 episodi (1952-1953)
- Medallion Theatre – serie TV, 1 episodio (1954)
- Danger – serie TV, 3 episodi (1952-1954)
- The United States Steel Hour – serie TV, 1 episodio (1954)
- Justice – serie TV, 3 episodi (1954)
- Playhouse 90 – serie TV, 2 episodi (1957-1958)
- Kraft Television Theatre – serie TV, 2 episodi (1952-1958)
- Armchair Theatre – serie TV, 1 episodio (1959)
- The DuPont Show of the Month – serie TV, episodio 3x01 (1959)
- Cry Vengeance! – film TV (1961)
- Sotto accusa (Arrest and Trial) – serie TV, 30 episodi (1963-1964)
- Canto per un altro Natale (A Carol for Another Christmas), regia di Joseph L. Mankiewicz – film TV (1964)
- The Crisis – serie TV, 1 episodio (1965)
- Polvere di stelle (Bob Hope Presents the Chrysler Theatre) – serie TV, 1 episodio (1967)
- I giorni di Bryan (Run for Your Life) – serie TV, 86 episodi (1965-1968)
- When Michael Calls – film TV (1972)
- Fireball Forward – film TV (1972)
- The Family Rico – film TV (1972)
- Pursuit – film TV (1972)
- You'll Never See Me Again – film TV (1973)
- Maneater – film TV (1973)
- QB VII – miniserie TV (1974)
- Colombo (Columbo) – serie TV, episodio 3x08 (1974)
- The Death of Richie – film TV (1977)
- Il giorno che uccisero Kennedy (The Trial of Lee Harvey Oswald) – miniserie TV (1977)
- Questione d'onore (A Question of Honor), regia di Jud Taylor – film TV (1982)
- Una gelata precoce (An Early Frost), regia di John Erman – film TV (1986)
- Il camorrista - La serie, regia di Giuseppe Tornatore – serie TV (1985, inedita fino al 2025)
- A Letter to Three Wives – film TV (1985)
- Police Story – film TV (1987)
- L'assassino è su di noi – film TV (1987)
- People Like Us – film TV (1990)
- Tradimento fatale (Lies Before Kisses) – film TV (1991)
- Tutta colpa dell'amore – film TV (1993)
- Matrimonio d'onore – film TV (1993)
- Cycle Simenon – serie TV, 1 episodio (1993)
- Parallel Lives – film TV (1994)
- Fatal Vows: The Alexandra O'Hara Story – film TV (1994)
- Cowboy dietro le sbarre – film TV (1995)
- Strangers – serie TV, 1 episodio (1996)
- Una donna in fuga, regia di Roberto Rocco – film TV (1996)
- The Notorious 7 – film TV (1997)
- Angelo nero, regia di Roberto Rocco – miniserie TV (1998)
- Il tesoro di Damasco – miniserie TV (1998)
- Tre stelle – miniserie TV (1999)
- Un bacio nel buio – film TV (2000)
- Piovuto dal cielo – miniserie TV (2000)
- Law & Order - Unità vittime speciali (Law & Order: Special Victims Unit) – serie TV, episodio 3x02 (2001)
- Brian's Song – film TV (2001)
- Gli occhi della vita – film TV (2002)
- Giovanni Paolo II – miniserie TV (2005)
- Tikhiy Don – serie TV (2006)
- Donne sbagliate – film TV (2007)
- Meurtres à l'Empire State Building – film TV (2008)
- L'onore e il rispetto - Parte seconda, regia di Salvatore Samperi e Luigi Parisi (2009)
- Pupetta - Il coraggio e la passione – miniserie TV, 4 episodi (2013)

## Doppiatori italiani
Nelle versioni in italiano dei suoi film, Ben Gazzara è stato doppiato da:
- Pino Locchi in Risate di gioia, Linea di sangue, Afyon - Oppio, ...e tutti risero, Un uomo sbagliato, Una gelata precoce, Saint Jack
- Vittorio Di Prima in Happiness - Felicità, Gli occhi della vita, Dogville, Ristabbanna
- Pino Colizzi in L'odissea del Neptune nell'impero sommerso, Mariti, Il duro del Road House, Il giorno prima
- Oreste Rizzini ne I giorni di Bryan, QB VII, Uno scandalo per bene, Mafia Marriage
- Sergio Graziani in Tradimento fatale, Don Bosco, La donna delle meraviglie
- Michele Kalamera in Il grande Lebowski, Buffalo '66
- Sergio Rossi ne La città prigioniera, Tre passi dalla sedia elettrica
- Elio Zamuto in Angelo nero, Law & Order - Unità vittime speciali
- Giancarlo Giannini in Storie di ordinaria follia, Piovuto dal cielo
- Giuseppe Rinaldi in Anatomia di un omicidio, La ragazza di Trieste
- Luciano De Ambrosis in Illuminata, Giovanni Paolo II
- Pietro Biondi in Gioco a due, Shadow Program - Programma segreto
- Renzo Palmer in Quella sporca ultima notte, La nave dei dannati
- Marcello Tusco ne La sera della prima
- Dario De Grassi ne La formula
- Mariano Rigillo in Il camorrista
- Aldo Giuffré ne Il ponte di Remagen
- Sergio Di Giulio in Cowboy dietro le sbarre
- Paolo Ferrari in Oltre l'oceano
- Nino Prester in L'onore e il rispetto - Parte seconda
- Gianni Musy in S.O.S. Summer of Sam - Panico a New York
- Ferruccio Amendola in Figlio mio infinitamente caro...
- Marco Mori in Questione d'onore
- Michele Gammino ne Il tesoro di Damasco
- Dario Penne in La canzone di Brian
- Silvio Anselmo in 13 - Se perdi... muori
- Franco Zucca in Banditi